# 29458 Pearson
29458 Pearson este un asteroid din centura principală de asteroizi.

## Descriere
29458 Pearson este un asteroid din centura principală de asteroizi. A fost descoperit pe 30 septembrie 1997 la Prescott (Arizona) de Paul G. Comba. Asteroidul prezintă o orbită caracterizată de o semiaxă mare de 2,42 ua, o excentricitate de 0,22 și o înclinație de 2,7° în raport cu ecliptica.